# Gojo Gojo
Gojo Gojo ist ein Dorf in der Landgemeinde Dogo in Niger.

## Geographie
Das von einem traditionellen Ortsvorsteher (chef traditionnel) geleitete Dorf befindet sich rund sieben Kilometer südwestlich des Hauptorts Dogo der gleichnamigen Landgemeinde, die zum Departement Mirriah in der Region Zinder gehört. Zu weiteren Siedlungen in der Umgebung von Gojo Gojo zählen Gada Garin Gjadi im Südosten, Korama im Südwesten und Magéma im Westen.
Es herrscht das Klima der Sahelzone vor, mit einer durchschnittlichen jährlichen Niederschlagsmenge zwischen 300 und 400 mm.

## Bevölkerung
Bei der Volkszählung 2012 hatte Gojo Gojo 2498 Einwohner, die in 403 Haushalten lebten. Bei der Volkszählung 2001 betrug die Einwohnerzahl 1671 in 320 Haushalten und bei der Volkszählung 1988 belief sich die Einwohnerzahl auf 1124 in 160 Haushalten.

## Wirtschaft und Infrastruktur
Mit einem Centre de Santé Intégré (CSI) ist ein Gesundheitszentrum im Dorf vorhanden. Es gibt eine Schule.